# Neillia hanceana
Neillia hanceana är en rosväxtart som först beskrevs av Carl Ernst Otto Kuntze, och fick sitt nu gällande namn av S.H.Oh. Neillia hanceana ingår i släktet klockspireor, och familjen rosväxter. Inga underarter finns listade i Catalogue of Life.